# Élections législatives de 1936 dans l'Aisne
Les élections législatives françaises de 1936 se déroulent les 26 avril et 3 mai 1936. Dans le département de l'Aisne, sept députés sont à élire dans le cadre de sept circonscriptions.

## Élus
|   | Circonscription | Député sortant     |  | Parti | Député élu ou réélu |  | Parti |
| - | --------------- | ------------------ |  | ----- | ------------------- |  | ----- |
| = | Château-Thierry | Henri Guernut      |  | PRRRS | Paul Lambin         |  | SFIO  |
| = | Laon-1          | Henry Lenain       |  | FR    | Jean Pierre-Bloch   |  | SFIO  |
| = | Laon-2          | Marc Lengrand      |  | USR   | Elie Bloncourt      |  | SFIO  |
| = | Saint-Quentin-1 | Charles Feuillette |  | DVD   | Fernand Hollande    |  | SFIO  |
| = | Saint-Quentin-2 | Éloi Blériot       |  | DVD   | Albert Mennecier    |  | SFIO  |
| = | Soissons        | Georges Monnet     |  | SFIO  | Georges Monnet      |  | SFIO  |
| = | Vervins         | Albert Hauet       |  | PRRRS | Albert Hauet        |  | PRRRS |

## Résultats

### Analyse

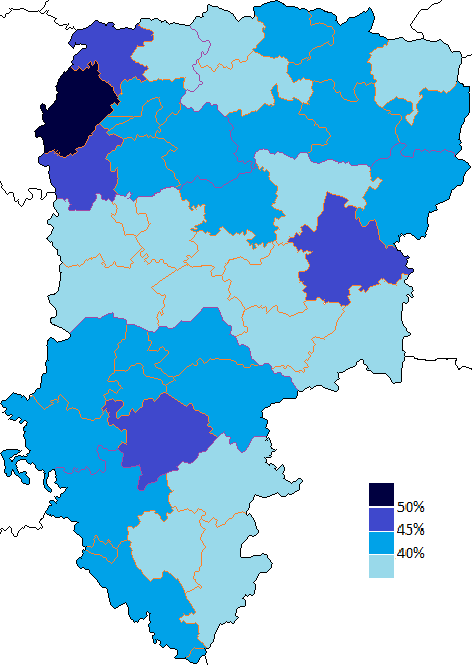
Résultats électoraux de la droite parlementaire au premier tour par canton.
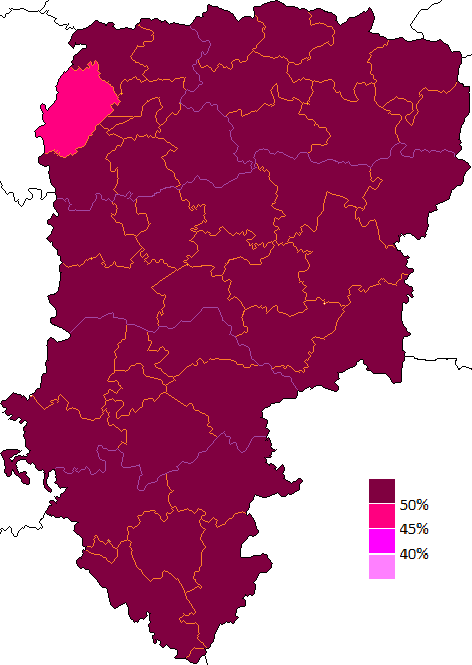
Résultats électoraux du Front populaire au premier tour par canton.

La victoire nationale du Front populaire est amplifiée dans l'Aisne puisque les 7 sièges du département sont remportés par les candidats de gauche. Comme dans le reste du pays, cette victoire profite au PCF, qui double ses voix par rapport à 1932, et plus encore à la SFIO qui emporte six sièges sur sept et devient, pour la première fois de son histoire, la première force à gauche.
A l'inverse, le Parti radical perd 12 000 voix en quatre ans, enregistrant ainsi son pire score depuis 1893. La défaite la plus cinglante est celle du député radical sortant de Château-Thierry, Henri Guernut, ministre de l'Education nationale depuis le mois de janvier 1936, qui termine troisième au premier tour, devant un candidat radical dissident, et doit se retirer en faveur du socialiste Paul Lambin. Seul résiste à la vague socialiste l'inamovible Albert Huet, député radical de Vervins depuis 1906.
A droite, ne pouvant plus compter sur la désunion de leurs adversaires, les trois députés sortants sont largement battus au second tour et se retirent de la vie politique locale.

### Résultats à l'échelle du département
| Parti          | Parti           | Premier tour | Premier tour | Second tour | Second tour | Sièges |
| Parti          | Parti           | Voix         | %            | Voix        | %           | Sièges |
| -------------- | --------------- | ------------ | ------------ | ----------- | ----------- | ------ |
|                | SFIO            | 34 560       | 30,13        | 43 316      | 43,83       | 6      |
|                | PRRRS           | 21 621       | 18,85        | 14 885      | 15,06       | 1      |
|                | PC              | 14 289       | 12,46        | 30          | 0,03        | 0      |
|                | Front populaire | 70 470       | 61,43        | 58 231      | 58,93       | 7      |
|                |                 |              |              |             |             |        |
|                | FR              | 13 147       | 11,46        | 19 601      | 19,83       | 0      |
|                | Rad. indep.     | 9 538        | 8,31         | 23          | 0,02        | 0      |
|                | DVD             | 7 491        | 6,53         | 5 864       | 5,93        | 0      |
|                | AD              | 6 795        | 5,92         | 7 882       | 7,98        | 0      |
|                | Rép. de g.      | 5 325        | 4,64         | 7 083       | 7,17        | 0      |
|                | IDG             | 1 192        | 1,04         | 24          | 0,02        | 0      |
|                | PDP             | 766          | 0,67         | 42          | 0,04        | 0      |
|                | Front national  | 44 254       | 38,58        | 40 519      | 41,00       | 0      |
|                |                 |              |              |             |             |        |
|                | Divers          |              |              | 72          | 0,07        | 0      |
|                |                 |              |              |             |             |        |
| Inscrits       | Inscrits        | 134 144      | 100,00       | 115 456     | 100,00      |        |
| Abstentions    | Abstentions     | 17 186       | 12,81        | 14 673      | 12,71       |        |
| Votants        | Votants         | 116 958      | 87,19        | 100 783     | 87,29       |        |
| Blancs et nuls | Blancs et nuls  | 2 234        | 1,91         | 1 964       | 1,95        |        |
| Exprimés       | Exprimés        | 114 724      | 98,09        | 98 819      | 98,05       |        |

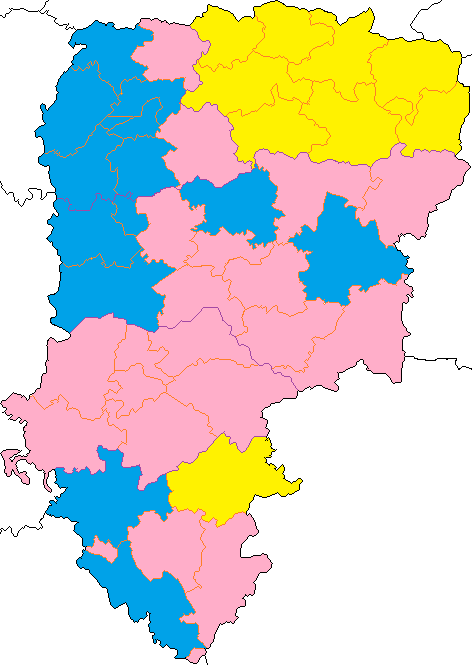
Nuance politique des candidats arrivés en tête dans chaque canton au 1er tour dans le département de l'Aisne.
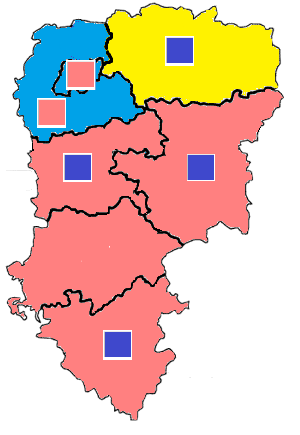
Nuance politique des candidats arrivés en tête dans chaque circonscription au 1er tour dans l'Aisne avec celle des candidats se maintenant au second tour.
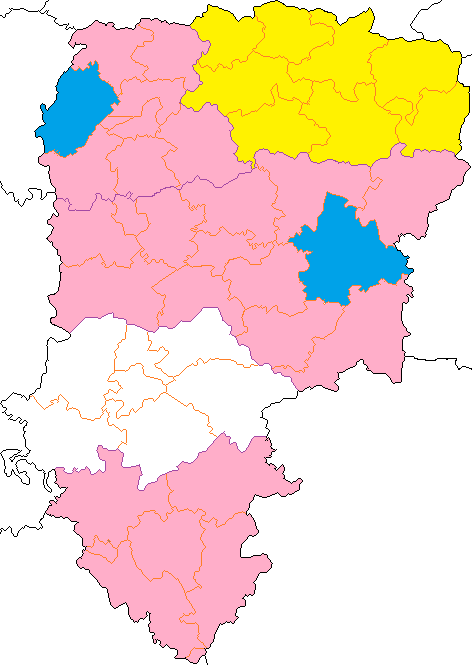
Nuance politique des candidats arrivés en tête dans chaque canton au 2e tour dans le département de l'Aisne.
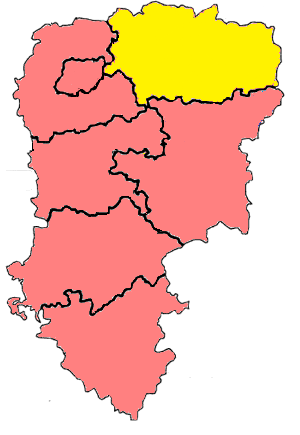
Nuance politique des députés élus dans chaque circonscription au 2e tour dans l'Aisne.

### Résultats par circonscription

#### Circonscription de Château-Thierry
- Député sortant : Henri Guernut (PRRRS).
- Député élu : Paul Lambin (SFIO).

| Candidat         | Candidat       | Parti          | Premier tour | Premier tour | Second tour | Second tour |
| Candidat         | Candidat       | Parti          | Voix         | %            | Voix        | %           |
| ---------------- | -------------- | -------------- | ------------ | ------------ | ----------- | ----------- |
|                  | Paul Lambin    | SFIO           | 3 536        | 26,94        | 7 083       | 55,37       |
|                  | M. Piétri      | FR             | 3 450        | 26,26        | 5 778       | 44,63       |
|                  | Henri Guernut* | PRRRS          | 3 411        | 25,97        | Retrait     | Retrait     |
|                  | M. Dervaux     | Rad indep.     | 1 639        | 12,67        |             |             |
|                  | Paul Dugay     | PC             | 819          | 6,33         |             |             |
|                  | M. Fondaven    | PC diss        | 81           | 0,58         |             |             |
|                  |                |                |              |              |             |             |
| Inscrits         | Inscrits       | Inscrits       | 15 241       | 100,00       | 15 283      | 100,00      |
| Abstentions      | Abstentions    | Abstentions    | 2 108        | 13,83        | 2 129       | 13,93       |
| Votants          | Votants        | Votants        | 13 133       | 86,17        | 13 154      | 86,07       |
| Blancs et nuls   | Blancs et nuls | Blancs et nuls | 197          | 1,50         | 293         | 2,23        |
| Exprimés         | Exprimés       | Exprimés       | 12 936       | 98,50        | 12 861      | 97,77       |
| * député sortant |                |                |              |              |             |             |

#### Première circonscription de Laon
- Député sortant : Henry Lenain (FR).
- Député élu : Jean Pierre-Bloch (SFIO).

| Candidat         | Candidat          | Parti          | Premier tour | Premier tour | Second tour | Second tour |
| Candidat         | Candidat          | Parti          | Voix         | %            | Voix        | %           |
| ---------------- | ----------------- | -------------- | ------------ | ------------ | ----------- | ----------- |
|                  | Jean Pierre-Bloch | SFIO           | 7 027        | 41,65        | 9 279       | 55,08       |
|                  | Henry Lenain*     | FR             | 5 266        | 31,21        | 7 475       | 44,38       |
|                  | Jean Clavier      | PRRRS          | 2 820        | 16,72        | Retrait     | Retrait     |
|                  | Achille Bouxin    | Divers droite  | 1 211        | 7,18         | 93          | 0,55        |
|                  | Henri Decaux      | PC             | 547          | 3,24         | Retrait     | Retrait     |
|                  |                   |                |              |              |             |             |
| Inscrits         | Inscrits          | Inscrits       | 19 652       | 100,00       | 19 667      | 100,00      |
| Abstentions      | Abstentions       | Abstentions    | 2 470        | 12,57        | 2 437       | 12,39       |
| Votants          | Votants           | Votants        | 17 182       | 87,43        | 17 230      | 87,61       |
| Blancs et nuls   | Blancs et nuls    | Blancs et nuls | 311          | 1,81         | 383         | 2,22        |
| Exprimés         | Exprimés          | Exprimés       | 16 871       | 98,19        | 16 847      | 97,78       |
| * député sortant |                   |                |              |              |             |             |

#### Seconde circonscription de Laon
- Député sortant : Marc Lengrand (USR).
- Député élu : Elie Bloncourt (SFIO).

| Candidat       | Candidat         | Parti          | Premier tour | Premier tour | Second tour | Second tour |
| Candidat       | Candidat         | Parti          | Voix         | %            | Voix        | %           |
| -------------- | ---------------- | -------------- | ------------ | ------------ | ----------- | ----------- |
|                | Elie Bloncourt   | SFIO           | 5 643        | 34,12        | 10 128      | 61,47       |
|                | M. Bertrand      | FR             | 4 431        | 26,79        | 6 348       | 38,53       |
|                | M. Landry        | PRRRS          | 3 582        | 21,66        | Retrait     | Retrait     |
|                | Bertin Meirsmann | PC             | 2 104        | 12,72        | 30          | 0,18        |
|                | M. Renteux       | Rad. ind.      | 780          | 4,72         | 23          | 0,14        |
|                |                  |                |              |              |             |             |
| Inscrits       | Inscrits         | Inscrits       | 19 786       | 100,00       | 19 779      | 100,00      |
| Abstentions    | Abstentions      | Abstentions    | 2 809        | 14,20        | 2 801       | 14,16       |
| Votants        | Votants          | Votants        | 16 977       | 85,80        | 16 978      | 85,84       |
| Blancs et nuls | Blancs et nuls   | Blancs et nuls | 437          | 2,57         | 449         | 2,64        |
| Exprimés       | Exprimés         | Exprimés       | 16 540       | 97,43        | 16 529      | 97,36       |

#### Première circonscription de Saint-Quentin
- Député sortant : Charles Feuillette (Divers droite).
- Député élu : Fernand Hollande (SFIO).

| Candidat         | Candidat            | Parti          | Premier tour | Premier tour | Second tour | Second tour |
| Candidat         | Candidat            | Parti          | Voix         | %            | Voix        | %           |
| ---------------- | ------------------- | -------------- | ------------ | ------------ | ----------- | ----------- |
|                  | Charles Feuillette* | Divers droite  | 5 329        | 39,37        | 5 745       | 41,34       |
|                  | Fernand Hollande    | SFIO           | 4 040        | 29,84        | 8 148       | 58,64       |
|                  | Georges Pelat       | PC             | 3 877        | 28,64        | Retrait     | Retrait     |
|                  | Georges Normand     | DVD            | 291          | 2,15         | 3           | 0,01        |
|                  |                     |                |              |              |             |             |
| Inscrits         | Inscrits            | Inscrits       | 15 880       | 100,00       | 15 879      | 100,00      |
| Abstentions      | Abstentions         | Abstentions    | 2 038        | 12,83        | 1 789       | 11,27       |
| Votants          | Votants             | Votants        | 13 842       | 87,17        | 14 090      | 88,73       |
| Blancs et nuls   | Blancs et nuls      | Blancs et nuls | 305          | 2,25         | 197         | 1,42        |
| Exprimés         | Exprimés            | Exprimés       | 13 537       | 97,75        | 13 893      | 98,58       |
| * député sortant |                     |                |              |              |             |             |

#### Seconde circonscription de Saint-Quentin
- Député sortant : Éloi Blériot (Divers droite).
- Député élu : Albert Mennecier (SFIO).

| Candidat       | Candidat         | Parti          | Premier tour | Premier tour | Second tour | Second tour |
| Candidat       | Candidat         | Parti          | Voix         | %            | Voix        | %           |
| -------------- | ---------------- | -------------- | ------------ | ------------ | ----------- | ----------- |
|                | Éloi Blériot*    | Rép. de g.     | 5 325        | 34,67        | 7 083       | 44,98       |
|                | Albert Mennecier | SFIO           | 3 448        | 22,45        | 8 664       | 55,02       |
|                | Charles Cambier  | PC             | 3 172        | 20,65        | Retrait     | Retrait     |
|                | M. Beffaras      | PRRRS          | 2 223        | 14,47        | Retrait     | Retrait     |
|                | Jacques Beauvais | IDG            | 1 192        | 7,76         | 24          | 0,16        |
|                |                  | Autres         | -            | -            | 72          | 0,47        |
|                |                  |                |              |              |             |             |
| Inscrits       | Inscrits         | Inscrits       | 17 785       | 100,00       | 17 790      | 100,00      |
| Abstentions    | Abstentions      | Abstentions    | 2 025        | 11,39        | 1 668       | 9,38        |
| Votants        | Votants          | Votants        | 15 760       | 88,61        | 16 122      | 90,62       |
| Blancs et nuls | Blancs et nuls   | Blancs et nuls | 400          | 2,54         | 279         | 1,73        |
| Exprimés       | Exprimés         | Exprimés       | 15 360       | 97,46        | 15 843      | 98,27       |

#### Circonscription de Soissons
- Député sortant : Georges Monnet (SFIO), réélu.

|                  | Georges Monnet* | SFIO           | 8 539  | 52,46  |  |  |
|                  | Robert Poulaine | Rad. Ind.      | 7 119  | 43,74  |  |  |
|                  | Armand Cluet    | PC             | 619    | 3,80   |  |  |
|                  |                 |                |        |        |  |  |
| Inscrits         | Inscrits        | Inscrits       | 18 730 | 100,00 |  |  |
| Abstentions      | Abstentions     | Abstentions    | 2 234  | 11,93  |  |  |
| Votants          | Votants         | Votants        | 16 496 | 88,07  |  |  |
| Blancs et nuls   | Blancs et nuls  | Blancs et nuls | 219    | 1,33   |  |  |
| Exprimés         | Exprimés        | Exprimés       | 16 277 | 98,67  |  |  |
| * député sortant |                 |                |        |        |  |  |

#### Circonscription de Vervins
- Député sortant : Albert Hauet (PRRRS), réélu.

| Candidat         | Candidat        | Parti          | Premier tour | Premier tour | Second tour | Second tour |
| Candidat         | Candidat        | Parti          | Voix         | %            | Voix        | %           |
| ---------------- | --------------- | -------------- | ------------ | ------------ | ----------- | ----------- |
|                  | Albert Hauet*   | PRRRS          | 9 585        | 41,31        | 14 885      | 65,38       |
|                  | M. Chaigne      | AD             | 6 795        | 29,29        | 7 882       | 34,62       |
|                  | Lucien Depreux  | PC             | 3 070        | 13,23        | Retrait     | Retrait     |
|                  | Raymond Fischer | SFIO           | 2 327        | 10,03        | 14          | 0,06        |
|                  | M. Laguillez    | PDP            | 766          | 3,30         | 42          | 0,18        |
|                  | M. Bot          | DVD            | 515          | 2,22         | 19          | 0,08        |
|                  | M. Ducamps      | DVD            | 145          | 0,62         | 4           | 0,02        |
|                  |                 |                |              |              |             |             |
| Inscrits         | Inscrits        | Inscrits       | 27 070       | 100,00       | 27 058      | 100,00      |
| Abstentions      | Abstentions     | Abstentions    | 3 502        | 12,94        | 3 849       | 14,22       |
| Votants          | Votants         | Votants        | 23 568       | 87,06        | 23 209      | 85,78       |
| Blancs et nuls   | Blancs et nuls  | Blancs et nuls | 365          | 1,57         | 363         | 1,59        |
| Exprimés         | Exprimés        | Exprimés       | 23 203       | 98,43        | 22 846      | 98,41       |
| * député sortant |                 |                |              |              |             |             |

## Rappel des résultats départementaux des élections de 1932

### Élus en 1932
| Circ.            | Élu(e) | Élu(e)                    | Élu(e)                     | Élu(e)               | Élu(e)               | Battu(e) (seconde place) | Battu(e) (seconde place) | Battu(e) (seconde place) | Battu(e) (seconde place) | Battu(e) (seconde place) |
| Circ.            | Parti  | Parti                     | Nom                        | % suffrages exprimés | % suffrages exprimés | Parti                    | Parti                    | Nom                      | % suffrages exprimés     | % suffrages exprimés     |
| Circ.            | Parti  | Parti                     | Nom                        | 1er tour             | 2e tour              | Parti                    | Parti                    | Nom                      | 1er tour                 | 2e tour                  |
| ---------------- | ------ | ------------------------- | -------------------------- | -------------------- | -------------------- | ------------------------ | ------------------------ | ------------------------ | ------------------------ | ------------------------ |
| Château-Thierry  |        | PRRRS                     | Henri Guernut*             | 45,60 %              | 54,97 %              |                          | Rad. ind.                | René Hachette            | 42,46 %                  | 43,64 %                  |
| Laon-1           |        | RS                        | Henri Rillart de Verneuil* | 48,85 %              | 52,08 %              |                          | PRRRS                    | M. Bach                  | 28,40 %                  | 46,82 %                  |
| Laon-2           |        | SFIO                      | Marc Lengrand              | 30,20 %              | 55,77 %              |                          | FR                       | M. Bergeron              | 31,82 %                  | 41,11 %                  |
| Saint-Quentin-1  |        | SFIO                      | Eugène Tricoteaux*         | 40,93 %              | 53,35 %              |                          | Rep. de g.               | Raoul Braun              | 34,07 %                  | 40,14 %                  |
| Saint-Quentin-2  |        | Républicains indépendants | Éloi Blériot               | 40,81 %              | 51,69 %              |                          | SFIO                     | Marcel Bidoux            | 25,33 %                  | 46,00 %                  |
| Soissons         |        | SFIO                      | Georges Monnet*            | 54,79 %              | -                    |                          | Rad. ind.                | Robert Poulaine          | 24,03 %                  | -                        |
| Vervins          |        | PRRRS                     | Albert Hauet*              | 57,95 %              | -                    |                          | Rad. ind.                | M. Charrier              | 30,42 %                  | -                        |
| * député sortant |        |                           |                            |                      |                      |                          |                          |                          |                          |                          |

Dans les circonscriptions de Saint-Quentin-1 et de Laon-1, des élections partielles sont organisées au cours de la législature en raison du décès d'Eugène Tricoteaux en 1933 et de l'élection au Sénat d'Henri Rillart de Verneuil en 1934. Deux candidats de la droite parlementaire, Charles Feuillette (PRS) et Henry Lenain (FR), sont élus.